# Acanthoscelides helianthemum
Acanthoscelides helianthemum är en skalbaggsart som beskrevs av Bottimer 1969. Acanthoscelides helianthemum ingår i släktet Acanthoscelides och familjen bladbaggar. Inga underarter finns listade i Catalogue of Life.